# عريضة السداة
عريضة السداة أو مسطحة السداة (الاسم العلمي: Platystemon)، جنس أحادي النمط من النباتات المُزهرة تتبع فصيلة الخشخاشية يشتمل الجنس على نوع واحد عريضة السداة الكاليفورنية Platystemon californicus، والمعروف باسمهُ الشائع كؤوس القشدة. موطنه الأصلي أوريغن وكاليفورنيا وأريزونا ويوتا وولاية باها كاليفورنيا، ويوجد في الأراضي العشبية المفتوحة والتربة الرملية التي يقل ارتفاعها عن 6000 قدم (1800 متر).